# Стрекающие
Стрека́ющие, или книда́рии (лат. Cnidaria), — тип настоящих многоклеточных животных (Eumetazoa). Исключительно водные обитатели (хотя многие виды могут находиться на суше во время отлива, на это время втягивая щупальца и сжимаясь, сокращая площадь поверхности и снижая потери воды с испарением). Уникальная черта этого типа животных — наличие стрекательных клеток, которые они используют для охоты и защиты от хищников (их нет только у двух видов из озера Медуз). Описано около 11 тысяч видов стрекающих. Размеры от менее 1 мм до 2 м (диаметр зонтика арктической медузы Cyanea capillata) и более (сифонофоры).

## Строение и образ жизни
Каждая стрекательная клетка снабжена чувствительным волоском, который отвечает за выброс стрекательной нити, через которую в организм жертвы и попадает яд. Полиглутаминовая кислота регулирует осмотическое давление клетки, а внутри стрекательных клеток медуз она фактически запускает выброс нити. Ген, отвечающий за выработку этого вещества, достался путём горизонтального переноса генов от бактерий. Кроме книдарий стрекательные клетки есть у некоторых голожаберных моллюсков (взятые у съеденных книдарий) и у растений семейства крапивные (конвергентное сходство).
Тела книдарий содержат мезоглею — желеподобную субстанцию, заключённую между двумя слоями эпителия, обычно состоящего всего из одного слоя клеток. Жизненный цикл имеет две стадии: плавающую форму медузы и сидячую полипов, обе они имеют радиальную симметрию тела и рот, окружённый щупальцами, несущими книдоциты. Обе формы имеют единственное отверстие, ведущее в полость тела, используемое для дыхания и пищеварения. Многие виды книдарий организуют колонии (обычно путём почкования), являющие собой единый организм, состоящий либо из медузоподобных или полипоподобных зооидов, либо из их комбинации. Действия координируются децентрализованной нервной сетью с простыми рецепторами. Несколько свободноплавающих Scyphozoa и Cubozoa имеют балансо-чувствительный орган статоцист, а последние — ещё и очень сложно устроенные глаза, имеющие роговицу, хрусталик и сетчатку. Все книдарии размножаются половым путём. Многие имеют сложный жизненный цикл с бесполой стадией полипа и половой медузы, у некоторых же цикл лишён одной из стадий.
Большинство книдарий охотится на организмы, варьирующиеся размерами от планктона до животных, в несколько раз больших себя, однако многие получают питательные вещества из эндосимбиоза с водорослями, некоторые образуют симбиоз с раками-отшельниками или рыбами-клоунами, несколько видов являются паразитами. Многие являются обычной добычей для других животных, таких как морские звезды, морские улитки, рыбы и черепахи. Коралловые рифы, полипы которых богаты эндосимбиотическими водорослями, поддерживают одни из наиболее эффективных экосистем, которые защищают растительность в приливных районах, вдоль береговой линии, от сильных течений и волн. Тогда как среда обитания кораллов ограничена лишь тёплым морским мелководьем, другие книдарии обитают и на глубинах, в полярных морях и, очень немногие, в пресных водах. Некоторые книдарии плавают на поверхности, используя для движения силу ветра.

## Ископаемые представители
Книдарии появились предположительно в конце протерозоя. Старейшие их ископаемые найдены в окаменелостях, датированных около 580 миллионами лет, тогда как первые кораллы датированы более 490 миллионами лет, и уже спустя несколько миллионов лет они получили широкое распространение.
Некоторые организмы эдиакарской биоты ранее интерпретировались как книдарии, но сейчас эта точка зрения не пользуется широкой поддержкой исследователей. Самое древнее животное, имевшее мышцы, — Haootia quadriformis — было стрекающим.
В состав класса сцифоидных типа книдарий включается вымершая группа Conulariida, существовавшая с кембрия по триас и оставившая характерные конические фосфатные окаменелости.
Окаменелости тех книдарий, которые не образуют минеральных структур, крайне редки.

## Прикладное значение и охрана
В течение XX века будучи ужаленными медузами погибло несколько сотен людей. Особенно опасны кубомедузы. С другой стороны, некоторые большие медузы считаются деликатесом в Восточной и Южной Азии.

## Отличительные особенности
Книдарии — более сложноорганизованные организмы, чем губки. Они сопоставимы в этом отношении с гребневиками, но проще двусторонне-симметричных (Bilateria), включающих основную массу животных. И книдарии, и ктенофоры устроены сложнее губок потому как: их клетки сцеплены межклеточной базальной мембраной; имеют мускулы; имеют нервную систему; некоторые имеют и органы чувств. Книдарии отличаются от других животных наличием клеток книдоцитов, которые способны выстреливать подобно гарпуну и используются в основном для охоты, а у некоторых видов могут выполнять роль якоря. Подобно губкам с ктенофорами, книдарии имеют два основных клеточных слоя, которые заключают между собой объём желе-подобного вещества, называемого мезоглеей; ткани более сложноорганизованных животных вместо желе-подобного вещества имеют третий, промежуточный клеточный слой — мезодерму. Потому книдарий и ктенофор наряду с губками традиционно называли двухслойными. Однако книдарии и ктенофоры имеют разновидность мускула, аналог которого у других животных берёт своё начало из промежуточного клеточного слоя.
|                                             | Губки                                                   | Стрекающие                                        | Гребневики                                        | Bilateria                                         |
| ------------------------------------------- | ------------------------------------------------------- | ------------------------------------------------- | ------------------------------------------------- | ------------------------------------------------- |
| Книдоциты                                   | Нет                                                     | Есть                                              | Нет                                               | Нет                                               |
| Коллобласты                                 | Нет                                                     | Нет                                               | Есть                                              | Нет                                               |
| Органы пищеварения и кровообращения         | Нет                                                     | Нет                                               | Нет                                               | Есть                                              |
| Количество основных клеточных слоёв         | Два, с желеподобным слоем между (мезоглеей)             | Два, с желеподобным слоем между (мезоглеей)       | Два, с желеподобным слоем между (мезоглеей)       | Три                                               |
| Межклеточные соединения                     | Отсутствуют, у Homoscleromorpha есть базальные мембраны | Есть: межклеточные соединения; базальные мембраны | Есть: межклеточные соединения; базальные мембраны | Есть: межклеточные соединения; базальные мембраны |
| Органы восприятия                           | Нет                                                     | Есть                                              | Есть                                              | Есть                                              |
| Количество клеток в мезоглее                | Много                                                   | Немного                                           | Немного                                           | (Не применимо)                                    |
| Внутренние клетки, способные менять функции | Есть                                                    | Нет                                               | Нет                                               | (Не применимо)                                    |
| Нервная система                             | Нет                                                     | Есть, простая                                     | Есть, простая                                     | От простой к сложной                              |
| Мышечная система                            | Нет                                                     | Преимущественно миоэпителиальная                  | Преимущественно миоэпителиальная                  | преимущественно миоциты                           |

## Роль в экосистеме
Полипы играют существенную роль в жизни придонных сообществ. Многие из них ведут сидячий образ жизни и обладают довольно жёстким хитиновым или известковым скелетом, благодаря чему создают среду обитания для многих других организмов. Впечатляющие примеры таких биотопов — коралловые рифы, одни из самых разнообразных экосистем на Земле.
Обитающие в толще воды медузы воздействуют на систему в основном через трофические цепи. Они являются достаточно активными хищниками и, периодически образуя плотные скопления, способны регулировать численность других планктонных организмов.

## Состав группы
До середины XX века выделяли три класса стрекающих: коралловых полипов, сцифоидных и гидроидных. В отличие от коралловых полипов, в жизненном цикле представителей двух последних групп обычно наблюдается метагенез — чередование полового (медузоидного) и бесполого (полипоидного) поколений. Это различие легло в основу деления стрекающих на две группы — Коралловые полипы и Medusozoa. Другие классы выделены позднее из состава традиционных: кубомедуз и Staurozoa ранее рассматривали в числе сцифоидных, а полиподиев — в числе гидроидных (в отряде наркомедуз).